# Montaron
Montaron ist eine französische Gemeinde mit 159 Einwohnern (Stand 1. Januar 2022) im Département Nièvre in der Region Bourgogne-Franche-Comté (vor 2016 Bourgogne). Sie gehört zum Arrondissement Château-Chinon (Ville) und zum Kanton Luzy (bis 2015 Moulins-Engilbert).

## Geographie
Montaron liegt etwa 55 Kilometer östlich von Nevers am Rande des Morvan. Umgeben wird Montaron von den Nachbargemeinden Isenay im Norden und Westen, Vandenesse im Norden und Osten, Rémilly im Südosten sowie Thaix im Süden und Westen.

## Bevölkerungsentwicklung
| Jahr                       | 1962 | 1968 | 1975 | 1982 | 1990 | 1999 | 2006 | 2011 | 2016 |
| -------------------------- | ---- | ---- | ---- | ---- | ---- | ---- | ---- | ---- | ---- |
| Einwohner                  | 357  | 321  | 279  | 268  | 216  | 196  | 168  | 165  | 161  |
| Quellen: Cassini und INSEE |      |      |      |      |      |      |      |      |      |

## Sehenswürdigkeiten
- Kirche Notre-Dame-de-l’Assomption aus dem 12. Jahrhundert
- Schloss Poussery
- Kloster von Corcelles